# 双元音
雙元音（diphthong）是一種複元音（compound vowel），又稱雙母音或二合複元音，在语音学中，指联合的两个元音，它们作为一个整体出现。之间有平滑的过渡，也就是說，雙元音中的發音牽涉到兩種不同的舌位，並且從其中一種舌位滑動到另一舌位。在国际音标 (IPA) 中，单元音用一个字母表示，如[ʌ]。双元音用两个字母表示，如[aɪ]，響度較低的字母可以加上  ̯ 符號以表示它是雙元音的一部份，例如 [aɪ̯]。

## 雙元音的類型
雙元音依響度的變化可分為上升雙元音與下降雙元音（或稱上升複元音與下降複元音）。上升複元音以響度較低的元音開始，以響度較高的元音結束，例如 [ɪ̯a]。下降複元音以響度較高的元音開始，以響度較低的元音結束，例如 [aɪ̯]。在某些語言或研究中，會將下降複元音視為真正的雙元音，至於上升複元音則傾向於被當作相鄰出現的兩個元音。例如在漢語中，上升複元音常被當作介音與主要元音的結合，而下降複元音則被當作一個整體的押韻單位。